# Marianna Popiełuszko
Marianna Popiełuszko z domu Gniedziejko (ur. 7 listopada 1920 w Grodzisku, zm. 19 listopada 2013 w Białymstoku) – polska rolniczka. Matka Jerzego Popiełuszki, duchownego i błogosławionego Kościoła katolickiego.

## Życiorys
Urodziła się 7 listopada 1920 w Grodzisku. Jej ojcem był Kazimierz Gniedziejko, a matką Marianna z domu Kalinowska. Według informacji z systemu PESEL miałaby urodzić się 1 czerwca 1910, która to data jest nieprawidłowa. Pochodziła z Grodziska, zajmowała się prowadzeniem gospodarstwa rolnego w Okopach. W 1942 zawarła związek małżeński z Władysławem Popiełuszką (1910–2002). Małżonkowie mieli pięcioro dzieci: Teresę, Józefa, Alfonsa (który w trakcie studiów zmienił imię na Jerzy), Jadwigę i Stanisława. Na początku lat 80. brała udział w odprawianych przez jej syna, kapelana warszawskiej „Solidarności”, mszach za ojczyznę.
Po zabójstwie Jerzego Popiełuszki uczestniczyła w różnych spotkaniach religijnych i rocznicowych, w tym w spotkaniach z działaczami „Solidarności” i pielgrzymkach na Jasną Górę. W rodzinnym domu urządziła poświęcony mu pokój, przechowując w nim pamiątki po synu.
Zmarła 19 listopada 2013 w szpitalu miejskim w Białymstoku. 23 listopada tegoż roku została pochowana w rodzinnym grobowcu na cmentarzu w Suchowoli.

## Odznaczenia i upamiętnienie
W 2006 prezydent Lech Kaczyński, za wybitne zasługi w działalności na rzecz przemian demokratycznych w Polsce, za osiągnięcia w pracy zawodowej i społecznej, odznaczył ją Krzyżem Komandorskim z Gwiazdą Orderu Odrodzenia Polski. W 2013 została honorową obywatelką województwa kujawsko-pomorskiego. W 1990 otrzymała Nagrodę św. Rity, przyznawaną przez wspólnotę sióstr augustianek z Cascii kobietom, które w swym życiu – tak jak św. Rita – dokonały przebaczenia.
Na temat życia jej rodziny i wydarzeń z punktu widzenia matki powstała książka Mileny Kindziuk Matka świętego. Poruszające świadectwo Marianny Popiełuszko.
W 2013 w kościele Najświętszego Serca Pana Jezusa w Kamiennej Górze odsłonięto tablicę pamiątkową poświęconą Mariannie Popiełuszko. W 2022 w kościele Trójcy Przenajświętszej w Mielcu odsłonięto pomnik Marianny Popiełuszko w formie ławeczki.